# Heaven & Hell (Албум на Ейва Макс)
Heaven & Hell е дебютният албум на американската певица Ейва Макс, издаден на 18 септември 2020 г. от издаделската компания Атлантик Рекърдс.

## Песни
- 1. Heaven
- 2. Kings & Queens (2:42)
- 3. Naked
- 4. Tattoo
- 5. OMG What's Happening (2:59)
- 6. Call Me Tonight
- 7. Born to the Night
- 8. Take You To Hell
- 9. Who's Laughing Now (3:00)
- 10. Belladonna
- 11. Wild Thing
- 12. So Am I (3:04)
- 13. Salt (3:00)
- 14. Sweet but Psycho (3:07)

## Сингли
- Sweet but Psycho е първият сингъл от албума, издаден на 17 август 2018 г. Песента достига № 1 в 22 държави, а в американската класация Billboard Hot 100 достига до № 10.
- So Am I е издаден на 7 март 2019 г. Песента достига № 1 в Полша, както и до топ 10 в 14 държави.
- Salt е издаден на 12 декември 2019 г. Песента достига № 1 в Полша както и до топ 10 в Австрия, Финландия, Германия, Норвегия, Русия, Украйна и Швейцария.
- Kings & Queens е издаден на 12 март 2020 г. Песента достига № 1 в Полша, както и до топ 20 в Австрия, Финландия, Германия, Норвегия, Швейцария и Великобритания.
- Who's Laughing Now е издаден на 30 юли 2020 г. Песента достига № 1 в Северна Македония и Литва и до топ 5 във Финландия.
- Naked е издаден на 18 септември 2020 г. - на датата на издаването и на самия албум.